# Torymus purpureomaculata
Torymus purpureomaculata är en stekelart som först beskrevs av Cameron 1904.  Torymus purpureomaculata ingår i släktet Torymus och familjen gallglanssteklar. Inga underarter finns listade i Catalogue of Life.